# David Martín Lozano
David Martín Lozano (Barcellona, 2 gennaio 1977) è un ex pallanuotista e allenatore di pallanuoto spagnolo, attualmente allenatore della nazionale spagnola.

## Carriera

### Giocatore

#### Nazionale
Con la nazionale maggiore ha partecipato a Pechino 2008 e Londra 2012. 

### Allenatore
Nel 2016 ha preso le redini delle Furie rosse in sostituzione di Gabriel Hernández.

## Palmarès

### Giocatore

#### Club
- Campionato spagnolo: 8

Barceloneta: 2001, 2003, 2006, 2007, 2008, 2009, 2010, 2011
- Copa del Rey: 8

Barceloneta: 2000, 2001, 2004, 2006, 2007, 2008, 2009, 2010
- Supercopa de España: 9

Barceloneta: 2001, 2003, 2004, 2006, 2007, 2008, 2009, 2010, 2011